# Chính sách ngu dân
Trong lĩnh vực triết học, thuật ngữ chính sách ngu dân (tiếng Anh: obscurantism) nói đến việc định nghĩa và miêu tả về thực tiễn chống trí thức trong việc phổ biến thông tin có chọn lọc kỹ càng theo kiểu thâm sâu và không chuẩn xác nhằm giới hạn việc truy vấn và hiểu thêm về một chủ đề, lĩnh vực. Hai biểu hiện trong lịch sử và mang tính trí thức của "chính sách ngu dân" là: (1) việc giới hạn kiến thức có chọn lọc — đối lập với việc gieo rắc ươm mầm tri thức; và (2) sự bí hiểm có chọn lọc — thứ văn phong khó hiểu đặc trưng với sự mơ hồ có chọn lọc.
Ở thế kỷ 18, các nhà triết học thời kỳ Khai Sáng đã áp dụng thuật ngữ "obscurantist" trong tiếng Anh, tức kẻ thi hành chính sách ngu dân, để chỉ đến bất cứ kẻ thù nào của việc khai sáng tri thức và lan tỏa kiến thức tự do. Sang đến thế kỷ 19, nhằm phân biệt vô số các chính sách ngu dân trong lĩnh vực siêu hình học và thần học, từ chính sách ngu dân mang tính chất "tinh vi hơn" trong triết học phê phán của Immanuel Kant và chủ nghĩa hoài nghi trong triết học hiện đại, triết gia Friedrich Nietzsche từng nói rằng: "Yếu tố thiết yếu trong nghệ thuật đen của chủ nghĩa ngu dân không làm mờ đi sự hiểu biết của một cá nhân, mà nó hắc hoá bức tranh về thế giới và ý tưởng tồn tại của chúng ta."